# Stepanovite
La stepanovite è un minerale (un ossalato di sodio, magnesio e ferro idrato) descritto in base ad un ritrovamento avvenuto nel giacimento di carbone di Tyllakh nell'estuario del fiume Lena nel Bulunskij ulus, nella Russia siberiana. Il minerale è stato descritto nel 1953.
Il nome del minerale è stato attribuito in onore di Pavel Ivanovich Stepanov, geologo russo.
La stepanovite è facilmente solubile in acqua.

## Morfologia
La stepanovite è stata trovata in granuli xenomorfi. I cristalli sintetici sono prismatici romboedrici o esagonali.

## Origine e giacitura
La stepanovite è stata scoperta nei giacimenti di carbone di Tylakh sotto forma di sottili venature. associata a calcite, dolomite, whewellite e weddellite.

## Caratteristiche chimico fisiche
- Massima birifrangenza: δ: 0,098[1][3]
- Solubilità: il minerale risulta solubile in acqua[2]
- Volume di unità di cella: 3075 Å³[3]
- Molecole per unità di cella: 6[3]
- Dicroismo: e: incolore; w: verde giallastro[2]<
- Magnetismo: assente
- Indici di rifrazione: 0 | 0 | 0 | 0 | 1,417 | 0[3]
- Peso molecolare: 520,3 grammomolecole[2][3]
- Indice di densità di elettroni: 1,73 g/cm³[2]
- Indici quantci[2]:
  - Fermioni: 0,0087774735
  - Bosoni: 0,9912225265
- Indici di fotoelettricità[2]:
  - PE: 3,47 barn/elettroni
  - ρ: 6.00 barn/cm³
- Indice di radioattività GRapi: 0 (Il minerale non è radioattivo)[2]